# Stefan z Narbony
Stefan z Narbony (ur. w Saint-Thibéry we Francji, zm. 29 maja 1242 w Avignonet koło Tuluzy) – francuski kapłan franciszkański (OFM), inkwizytor, męczennik, błogosławiony Kościoła rzymskokatolickiego.
Był opatem benedyktynów pod Tuluzą, kiedy postanowił, podobnie jak św. Antoni Padewski, przenieść się do franciszkanów. Mając dobre przygotowanie teologiczne występował przeciwko heretykom z sekty albigensów, działającej w południowej Francji. W 1235 został mianowany inkwizytorem i w następnych latach wspólnie z dominikańskim inkwizytorem Wilhelmem Arnoldem prowadził wiele śledztw przeciwko albigensom w diecezji tuluskiej.
Od listopada 1241 roku Stefan i Wilhelm Arnold odbywali jako inkwizytorzy objazd po wschodniej części diecezji tuluskiej. W maju 1242 przybyli do miejscowości Avignonet. Towarzyszyło im kilku pomocników, wśród których byli franciszkanin Rajmund z Carbony, dwaj dominikanie, benedyktyński przeor Avignonet, archidiakon Lezet Rajmund de Costiran, jeden kleryk, notariusz i dwóch woźnych. Zostali oni podstępnie zwabieni do zamku i następnie ścięci przez należących do sekty albigensów rycerzy. Męczeństwo miało miejsce w wigilię uroczystości Wniebowstąpienia Pańskiego, w nocy z 28 na 29 maja 1242.
Obaj męczennicy franciszkańscy pochowani zostali w klasztorze braci mniejszych w Tuluzie. Papież Innocenty IV już w 1243 roku wydał deklarację, w której uznał ich (oraz ich towarzyszy) za męczenników za wiarę, jednak formalnie zostali beatyfikowani przez papieża Piusa IX (OFS) 6 września 1866.
Bł. Stefan z Narbony czczony jest w Kościele katolickim w grupie Dwunastu Męczenników z Tuluzy w dzienną pamiątkę śmierci. Franciszkanie wspominają błogosławionego 26 maja.